# Walckenaeria inflexa
Walckenaeria inflexa är en spindelart som först beskrevs av Westring 1861.  Walckenaeria inflexa ingår i släktet Walckenaeria och familjen täckvävarspindlar.
Artens utbredningsområde är Sverige. Inga underarter finns listade i Catalogue of Life.